# Melise de Winter
Melise de Winter (18 februari 1968) is een Nederlandse stemactrice, musicalactrice en kinderregisseur. Ze spreekt onder andere de stemmen in van Mandy uit Totally Spies!, Shin Chan uit de gelijknamige serie Shin Chan, en van Minnie Mouse.

## Televisie
Naast dat De Winter stemactrice is, was ze ook jurylid in een paar afleveringen van het programma Wie o Wie zingt Do Re Mi. Dit programma werd uitgezonden op de zender RTL Telekids.

## Theater
| Seizoen   | Productie             | Rol                                                                     |
| --------- | --------------------- | ----------------------------------------------------------------------- |
| 2025-2026 | Hairspray (musical)   | Prudy Pingleton & Matron, understudy Velma, assistent Resident Director |
| 2024-2025 | Sister Act (musical)  | Zuster Maria van Servaas, Cover Maria Lazarus                           |
| 2023-2024 | Mamma Mia! (musical)  | Ensemble, alternate Rosie                                               |
| 2022-2023 | The Prom              | Olivia Keating, understudy Angie Dickinson en Dee Dee Allen             |
| 2021-2022 | Titanic               | Charlotte Drake Cardoza, understudy Alice Beane en Ida Straus           |
| 2019-2020 | Anastasia             | Ensemble, understudy Lily                                               |
| 2018-2019 | The Addams Family     | Resident-Director, understudy Oma Eudora                                |
| 2017-2018 | Vamos!                | Resident-Director, ensemble, alternate Hadewych                         |
| 2016-2017 | Ciske de Rat          | Resident-Director                                                       |
| 2015-2016 | Grease                | Resident-Director, swing, understudy Miss Lynch & Wilma                 |
| 2014-2015 | The Sound of Music    | Resident-Director, ensemble, understudy Elsa Schräder                   |
| 2013-2014 | Flashdance            | Resident-Director, ensemble, alternate Ms Wilde/Louise                  |
| 2013      | Shrek                 | Resident-Director                                                       |
| 2012-2013 | Annie                 | Resident-Director                                                       |
| 2011-2012 | Daddy Cool            | Resident-Director, walk-in-cover voor Ma Baker                          |
| 2010-2011 | Dr. Dolittle          | Polynesia                                                               |
| 2010      | 'Allo 'Allo!          | Mimi en Michelle, rol overgenomen van Hilke Bierman                     |
| 2009-2010 | Ja zuster, nee zuster | Mevrouw de Kneu, alternate Zuster Klivia                                |
| 2008-2009 | The Sound of Music    | Resident-Director                                                       |
| 2007-2008 | Assepoester           | Koningin Constancia                                                     |
| 2005-2007 | Annie                 | Lilly Waldorf                                                           |
| 2004-2005 | Hello, Dolly!         | Minnie Fay                                                              |
| 2000-2001 | 42nd Street           | Ensemble, understudy Dorothy Brock, Maggy Jones, Lorraine               |

## Bron
- Officiële website